# HERO'S 2007 ミドル級世界王者決定トーナメント決勝戦
OLYMPIA HERO'S 2007 ミドル級世界王者決定トーナメント決勝戦（オリンピア ヒーローズ 2007 ミドルきゅうせかいおうじゃけっていトーナメントけっしょうせん）は、日本の総合格闘技イベント「HERO'S」の大会の一つ。2007年9月17日、神奈川県横浜市の横浜アリーナで開催された。

## 大会概要
本大会ではミドル級（-70kg）世界王者決定トーナメント準決勝・決勝が組まれた。

## 試合結果

### オープニングファイト
第1試合 チーム桜畑 vs U-FILE対抗戦 ミドル級 5分2R
○  西内太志朗 vs.  高橋渉 ×
延長R終了 判定3-0
第2試合 チーム桜畑 vs U-FILE対抗戦 ライトヘビー級 5分2R
○  佐藤豪則 vs.  長井憲治 ×
1R 2:46 腕ひしぎ十字固め

### 本戦カード
第1試合 ミドル級世界王者決定トーナメント リザーブファイト 5分2R
○  宮田和幸 vs.  ハービー・ハラ ×
1R 1:13 腕ひしぎ十字固め
※宮田がリザーブ権獲得に成功。
第2試合 ミドル級世界王者決定トーナメント 準決勝 5分2R
○  アンドレ・ジダ vs.  宇野薫 ×
2R終了 判定3-0（20-18、20-19、20-18）
※ジダがトーナメント決勝進出。
第3試合 ミドル級世界王者決定トーナメント 準決勝 5分2R
○  J.Z.カルバン vs.  ビトー・"シャオリン"・ヒベイロ ×
1R 0:35 TKO（レフェリーストップ：パウンド）
※カルバンがトーナメント決勝進出。
第4試合 契約体重なし 1R10分、2R5分
○  ミノワマン vs.  ケビン・ケーシー ×
2R 0:42 TKO（レフェリーストップ：右フック→パウンド）
第5試合 ライトヘビー級 1R10分、2R5分
○  ユン・ドンシク vs.  ゼルグ・"弁慶"・ガレシック ×
1R 1:29 腕ひしぎ十字固め
第6試合 88Kg契約 1R10分、2R5分
○  メルヴィン・マヌーフ vs.  ファビオ・シウバ ×
1R 1:00 TKO（レフェリーストップ：パウンド）
第7試合 契約体重なし 5分3R
○  セルゲイ・ハリトーノフ vs.  アリスター・オーフレイム ×
1R 4:21 TKO（レフェリーストップ：右フック）
第8試合 ライトヘビー級 1R10分、2R5分
○  桜庭和志 vs.  柴田勝頼 ×
1R 6:20 腕ひしぎ十字固め
第9試合 63Kg契約 5分3R
○  山本"KID"徳郁 vs.  ビビアーノ・フェルナンデス ×
3R終了 判定3-0（30-29、30-29、30-29）
第10試合 ミドル級世界王者決定トーナメント 決勝戦 5分3R
○  J.Z.カルバン vs.  アンドレ・ジダ ×
1R 4:48 腕ひしぎ十字固め
※カルバンがトーナメント優勝。